# Drei Liebesbriefe aus Tirol
Drei Liebesbriefe aus Tirol ist ein österreichischer Schlagerfilm von Werner Jacobs aus dem Jahr 1962.

## Handlung
Der junge Martin Hinterkirchner ist aus dem Dorf Himmelsberg nach Wien gezogen, wo er eine Stelle als Korrepetitor in der Oper erhalten hat. Die Ernüchterung folgt: Die Stelle ist nur eine Assistentenstelle, sodass Martin sich bei seiner Wirtin, der ehemaligen Opernsängerin Cäsarina Zwanziger, als Klavierspieler verdingen muss. Heimlich schreibt er, unterstützt von Cäsarinas Sohn Peter, Schlager, die er bei Musikmanager Cobold einreicht. Speziell das Lied La Serenata hat er für Schlagerstar Linda Borg verfasst, doch fällt es Lindas Managerin Isolde Fürchtenich in die Hand, die das Lied unbesehen in Lindas Namen ablehnt. Martin ist enttäuscht und hält Linda nun für eine arrogante Person. Martins Großvater Leopold, der zur Hundeschau in Wien mit seinem Dackel Seppl anreist, ist von Linda hingegen angetan. Als die Jury Seppl wegen seines fehlenden Stammbaums bereits in der ersten Runde rauswirft, ist es Linda, die lobende Worte für den „Rassehund“ übrig hat.
Der unmusikalische Peter Zwanziger hat sich bei Cobolds Schlagerwettbewerb in der Wiener Stadthalle beworben, wo er Martins Lied La Serenata singen will. Er wird angenommen. Der Auftritt findet in einem Extraraum statt, in den die Orchestermusik per Mikro eingespielt wird. Das Publikum wiederum hört nur den Gesang und entscheidet ohne Kenntnis der Person über den Sieger des Wettbewerbs. Peter hat Martin zur moralischen Unterstützung mitgenommen. Als er am Mikro versagt, springt Martin für ihn ein und singt das Lied. Die Jubelpfiffe des Publikums interpretieren beide als Auspfeifen und eilen aus der Stadthalle. Martin ist nach dem zweiten musikalischen Rückschlag so frustriert, dass er nach Himmelsberg zurückkehrt und dort als Pilot zu arbeiten beginnt.
Peter erfährt einige Zeit später von Cobold, dass er den Schlagerwettbewerb gewonnen hat. Aus Geldsorgen unterschreibt er bei Cobold einen Vertrag, der ihn auch zu Auftritten verpflichtet. Mithilfe seiner Mutter schafft es Peter mehrmals, seine Auftritte zu verhindern. Dabei wiederum verärgert er einmal seine Duettpartnerin Linda Borg so sehr, dass sie frustriert abreist. Sie hat seit einiger Zeit anonyme Liebesbriefe aus Himmelsberg erhalten und reist in das Dorf. Sie weiß nicht, dass Leopold der Verfasser der Zeilen ist. Der will Linda unbedingt dazu bewegen, einmal La Serenata zu singen. Mit seinem Freund, dem Tierarzt Dr. Franz Kajetan, hat er nämlich gewettet, dass Linda Martins Lied in diesem Jahr singen wird. Verliert er, gehört Dackel Seppl zukünftig Franz.
Linda erscheint in Himmelsberg. Leopold gibt vor, an der Handschrift der Liebesbriefe erkennen zu können, dass Martin sie geschrieben hat, der Linda unbekannt ist. Linda tritt in Himmelsberg unter dem Namen Linda Bergström auf und verkleidet sich mit einer Perücke. Sie lernt Martin kennen, der ihr als Pilot die Gegend zeigt und ihr Skifahren beibringt. Beide verlieben sich ineinander, doch taucht schließlich Isolde Fürchtenich im Ort auf und deckt Lindas Identität auf. Sie wirft zudem Martin vor, sich nur an Linda herangemacht zu haben, um seinen Schlager loszuwerden. Linda und Martin trennen sich in Unfrieden.
In Wien gibt Peter vor Cobold und Isolde zu, das Lied beim Wettbewerb gar nicht gesungen zu haben. Martin habe am Mikro gestanden. Martin jedoch kann erst von Leopold dazu gebracht werden, nach Wien zu reisen, um sich mit Linda auszusprechen. Leopold gesteht Linda, dass er die Liebesbriefe geschrieben hat, Martin also unschuldig ist. Er bittet sie, auf der Bühne La Serenata zu spielen. Auf der Bühne erfährt schließlich auch Martin, dass Linda ihn liebt. Beide singen La Serenata schließlich als Duett – und Seppl bleibt bei Leopold. 

## Produktion
Drei Liebesbriefe aus Tirol wurde unter anderem im Atelier der Bergland Film Wels und in der Stadthalle Wien gedreht. Die Kostüme schuf Erika Thomasberger, die Filmbauten stammen von Sepp Rothauer und Franz Szivatz bzw. die Revuebilder von Felix Smetana. Der Film erlebte am  20. April 1962 in Mainz seine Premiere und lief vier Tage später in den bundesdeutschen Kinos an. Am 14. Juni 1963 war er auch in den Kinos der DDR zu sehen.
Im Film sind verschiedene Schlager zu hören:
- Gus Backus: Linda (Ein Haus in den Rockys); Holzhacker-Twist; Der treue Husar
- Die Peters Sisters: When a Girl and a Boy
- Ted Herold: Kiss Me Annabell
- Ann Smyrner: Hey Mister Loverman
- Udo Jürgens: La Serenata; Ich sag dir nicht "Ich liebe dich" (beide auch im Duett mit Ann Smyrner)
- Franzl Lang: Franzl noch a Gstanzl
- Die Kern-Buam: Sauerkraut-Polka
- Carmela Corren: Basar in Bukarest
- Siw Malmkvist: Rhythmus 1920

Es spielen das Orchester Kurt Edelhagen und die Polydor-Studio-Band; es tanzt das Ballett der Wiener Volksoper und „Die 3 Glenos“ bestehend aus Charly Gleno, seinem Sohn Willi Gleno und dessen Frau Inge Gleno. Die Choreographie stammt von Dia Luca. Auf dem Eis sind Eva Pawlik und Mitglieder der Wiener Eisrevue zu sehen.

## Kritik
„[E]ingeflochten in die dürftige Handlung sind mehrere Revuen der Wiener Stadthalle und Auftritte für alte Volksschauspieler“, schrieb der film-dienst. „Schon irgendwie irre: Udo Jürgens als Enkel von Hans Moser!“, konstatierte Cinema.